# Стадион Марио Кампосеко
Стадион Марио Кампосеко (шп. Estadio Mario Camposeco) је вишенаменски стадион у граду Кецалтенанго, Гватемала. Има капацитет од 11.220 гледалаца и стадион је званични домаћин ФК Кселаху који игра у Националној лиги Гватемале. Стадион носи име једног од највећих клупских играча, Марија Кампосека.

## Историјат
Стадион је отворен 8. септембра 1950. године у оквиру прославе обележавања независности Гватемале, као место где студенти могу играти своје утакмице, под називом Естадио Есколар. Године 1951. преименован је у Естадио Есколар Марио Кампосеко у знак сећања на локалног спортисту Марија Кампосека, који је погинуо у авионској несрећи годину дана раније док је још био активан и који је играо фудбал за локалну ФК Кселаху и репрезентацију Гватемале. Стадион је био домаћин реванш утакмице финала шампионата Клаусура 2012. између Кселахуа и ЦСД Мунисипала.
Стадион Марио Кампосеко је свечано отворен за време председништва Хуана Хосеа Аревала Бермехоа, под именом Ескуела Есколар, током инаугурације Прве омладинске олимпијаде која је одржана у Кецалтенангу, 8., 9. и 10. септембра 1950. године у оквиру прославе обележавања независности Гватемале.2

## Измене и одобрење за међународне утакмице
ФИФА је 2000. године одобрила да буде домаћин квалификационих утакмица за Светско првенство. Репрезентација Гватемале је на новом стадиону одиграла своју прву званичну утакмицу на стадиону 22. јула 2000. против Барбадоса током полуфиналне рунде квалификација за Светско првенство 2002. 2012. године Конкакаф је одобрио да буде домаћин утакмица Конкакафове Лиге шампиона.